# Chica Vampiro. Nastoletnia wampirzyca
Chica Vampiro. Nastoletnia wampirzyca (tytuł org. Chica vampiro, 2013) – kolumbijska telenowela dla młodzieży stworzona przez Marcela Citterio.
Premiera telenoweli miała miejsce 14 maja 2013 na kolumbijskim kanale RCN Televisión, natomiast ostatni odcinek został wyemitowany 5 listopada 2013. W Polsce serial zadebiutował 20 kwietnia 2015 na antenie Nickelodeon Polska. Seria ma 120 odcinków. 17 maja 2016 został wyemitowany błędny premierowy odcinek Chica Vampiro po hiszpańsku. W polskiej wersji, na kanale Nickelodeon serial został podzielony na 3 sezony. Od drugiego sezonu serial został podzielony na dwie części (po ok. 30 min) i wyemitowanie pełnego godzinnego odcinka zajmuje dwa dni.

## Opis fabuły
Serial opisuje historię szesnastoletniej normalnej dziewczyny – Daisy O’Brian, która postanawia spełnić swoje największe marzenie jako piosenkarka, a także planuje znaleźć swoją wielką miłość. Jej rodzice, Ulysses i Ana są wampirami i gdy dziewczyna ulega wypadkowi, ratują ją zamieniając w jedną z nich. Od tej pory Daisy staje się nastoletnią wampirzycą. Nie potrafi zaakceptować swojego „drugiego życia” aż do czasu.

## Bohaterowie

### Rodzina i przyjaciele Daisy
- Daisy O’Brian (Greeicy Rendón) – główna bohaterka telenoweli. Szesnastoletnia dziewczyna, która marzy o tym, aby stać się piosenkarką oraz tancerką i znaleźć swoją wielką miłość. Jest miła, dowcipna, niecierpliwa oraz często ironiczna. Po potrąceniu przez ciężarówkę zostaje przemieniona w wampirzycę przez swoich rodziców. Jej mocą jest niewidzialność. Jest zakochana w swoim chłopaku Maxie, ale nie może mu powiedzieć, że jest wampirzycą. O jej sekrecie wiedziała tylko jej najlepsza przyjaciółka Lucia.
- Vicente O’Brian (Erick Torres) – młodszy, 10-letni brat Daisy. Jest bardzo zabawny i pomysłowy, jak jego ojciec Ulysses. Lubi dokuczać swojej siostrze i jest zakochany w Juliecie. Jako jedyny z rodziny wciąż pozostaje człowiekiem. Na początku bardzo chciał zostać wampirem, lecz ta chęć zniknęła, gdy zaczął się ich panicznie bać. Prawie w ogóle nie chodzi do szkoły.
- Ulisses O’Brian (Juan Pablo Obregón) – ojciec Daisy i Vicente, jest wynalazcą. Ma 300 lat, jego mocą jest hipnoza. Bardzo kocha mamę Daisy, ale bywa też bardzo zazdrosny.
- Ana McLaren (Jacqueline Arenal) – matka Daisy i Vicente, pracuje jako wampirzy stomatolog. Ma 400 lat, jej mocą jest telekineza. Jest chorobliwie zazdrosna o byłą narzeczoną swojego męża, swoją dawną przyjaciółkę, Catalinę.
- Maria McLaren (Linda Lucía Callejas) – babcia Daisy i Vicente, matka Any, jest 600-letnią wampirzycą. Potrafi pozbawić przytomności innych ludzi. Nienawidzi swojej siostry.
- Dracula BlackMerMoon (Rafael Taibo) – najstarszy z wampirów, ich lider i protoplasta. Ma moc tysiąca wampirów, w szczególności potrafi przybrać postać dowolnego człowieka lub wampira. W rzeczywistości dziadek Daisy i Vicente i ojciec Any. Tylko kilka wampirów zna jego sekrety.
- Wendy BlackMerMoon (Ilenia Antonini) – córka Drakuli i Barbary, przyrodnia siostra Any, o której istnieniu ta długo nie miała pojęcia. Jej moc to rentgenowski wzrok, pracuje jako słynna projektantka mody w świecie wampirów.
- Bárbara (Mihaela Girbea) – matka Wendy, pierwsza osoba, jaką Drakula przemienił w wampira. Ma moc podobną do Marii – potrafi usypiać innych. Początkowo nie lubi się z Marią, ale potem zostają przyjaciółkami.
- Carmela McLaren (Bárbara Hidalgo Monge) – siostra Marii, są pokłócone od 450 lat. Przez jakiś czas mieszkała u niej Daisy.
- Noelia Pirrman (Constanza Hernández) – pokojówka rodziny O’Brianów. Jest miła, posłuszna i czasami dziwna. Ma niezwykłą siłę.
- Olga – ciotka Noelii, ma moc zamiany zamieniła na kilka odcinków śmiertelników na wampiry, a wampiry na śmiertelników.
- Lucia Barragan (Estefany Escobar) – najlepsza przyjaciółka oraz powierniczka Daisy. Wiedziała o sekrecie Daisy i jej rodziców jeszcze przed przemianą jej przyjaciółki. Jest zabawna, aktywna, pozytywna, wesoła, spontaniczna i przedsiębiorcza. Zawsze stara się pomóc Daisy rozwiązać jej problemy. Tak samo jak Daisy nie przepada za Marylin. Marzy o tym, by stać się wampirzycą. Jest zakochana w Mirco i marzy o tym, aby on przemienił ją w wampirzycę.

### Rodzina Maxa
- Max De La Torre (Santiago Talledo) – siedemnastoletni chłopak, który jest sąsiadem i chłopakiem Daisy. Jest sławnym modelem, który uwielbia śpiew oraz taniec. Jest zakochany w Daisy. W ostatnim odcinku zostaje przemieniony w wampira przez Daisy.
- Belinda De La Torre (Vanessa Blandon) – młodsza siostra Maxa. Jest bardzo wrażliwa i naiwna. Przyjaciółka i powierniczka Marylin. Zakochana w Alejandro. Po tym, jak Alejandro przemienił się w wampira, zaczął zdradzać ją z Zairą.
- Lynette De La Torre (Bibiana Navas) – matka Maxa i Belindy. Jest współczesna, próżna oraz wścibska. Bardzo zazdrosna o swojego męża Alvara.
- Alvaro De La Torre (Gustavo Ángel) – ojciec Maxa i Belindy. Nie znosi swojej żony Linette. W 98 odcinku zostaje przemieniony przez Pavlovą w wampira. Jego moc to tańczenie salsy, ilekroć wypowie słowo „cukier” lub „cukierek”.

### Rodzina Mirco
- Mirco Vladimoff (Eduardo Pérez) – wampirzy gwiazdor rocka. Ma 251 lat, ale wciąż wygląda jak 17-latek. Ma moc wyłączania zmysłów innych osób (zdolności widzenia, słyszenia lub mówienia). Był zakochany w Daisy, ale teraz jest zakochany w jej najlepszej przyjaciółce, Lucii, która ciągle namawia go, aby przemienił ją w wampirzycę.
- Julieta Vladimoff (Lala Aguirre) – siostra Mirco oraz córka Cataliny. Jest wampirzycą od 100 lat, mimo to zachowuje wygląd 10-letniej dziewczynki. Potrafi przenikać przez ściany. Jest zakochana w Vicente’em.
- Catalina Vladimoff (Norma Nivia) – 400-letnia wampirzyca oraz matka Mirco i Juliety. Ma moc czytania innym w myślach. 300 lat temu przyjaźniła się z Aną, ale znajomość skończyła się, gdy Ana odebrała jej narzeczonego (Ulisesa).
- Bruno Vladimoff (Alfredo Cuéllar) – 500-letni wampir oraz ojciec Mirco i Juliety. Jest „Vampimanem „(Parodią Batmana). Z powodu swojej pracy opuścił rodzinę. Pojawia się w domu co 30 lat przez godzinę.
- Esmeralda Vladimoff/Sanchez Miño (Chiara Francia) – znana aktorka dziecięca, zostaje ugryziona i przemieniona przez zazdrosną o Vicente’a Julietę. Okazuje się nieślubną córką Bruna Vladimoffa, a zatem przyrodnią siostrą Mirca i Juliety. Swoim dotykiem potrafi zmusić kogoś, żeby powiedział prawdę.

### Inni
- Marilyn Garcés (Lorena García) – niemiła dziewczyna z klasy Daisy, potrafi śpiewać i tańczyć. Jest najlepszą przyjaciółką Belindy, chociaż często ją wykorzystuje, licząc na to, że w ten sposób zbliży się do Maxa, w którym jest zakochana. W ostatnim odcinku wszyscy odwracają się od niej.
- Alejandro Corchuelo (David Prada) – najlepszy przyjaciel oraz powiernik Maxa. Jest potajemnie zakochany w jego siostrze, Belindzie, ale boi się wyznać prawdę o łączącym ich uczuciu. W 74. odcinku zostaje przemieniony w wampira przez Isadorę. Zyskuje moc przemiany w dowolną rzecz nieożywioną. Po przemianie wdaje się w romans z Zairą.
- Zaira Fangoria (Susana Posada) – najlepsza przyjaciółka Mirca. Potrafi śpiewać i tańczyć. Jest zuchwała, chłodna i szlachetna. Podoba jej się Mirco, lecz bez wzajemności. Zna się z Mirco od ponad 100 lat. Potrafi zatrzymać lub cofnąć czas. Zakochuje się w Alejandro.
- Benjamín (Nik Salazar) – przyjaciel Daisy i Maxa z dzieciństwa, trzyma się głównie z Peryklesem. Jego hobby to bicie rekordów. Przez pewien czas spotykał się z Daisy (gdy Daisy i Max myśleli, że są kuzynostwem), potem zaczął chodzić z Marylin.
- Pericles Gonzales (David Carrasco) – kolega Daisy i Maxa ze szkoły, najlepszy przyjaciel Benjamina. W 113 odcinku zdejmuje pocałunkiem urok z wampirzycy Benity (była przemieniona w białą damę i nie potrafiła wrócić do normalnej postaci), czym udowadnia, że jest jej prawdziwą miłością.

## Wersja polska
Wersja polska: na zlecenie Nickelodeon Polska – Start International Polska

Reżyseria: Anna Apostolakis

Dialogi polskie:
- Magdalena Dwojak (odc. 1-10, 16-25, 31-39, 48-53, 58-90, 93-112, 115-116),
- Piotr Radziwiłowicz (odc. 11-15, 26-30, 40-47, 54-57, 91-92, 113-114)

Dźwięk i montaż:
- Michał Skarżyński (odc. 1-12, 40-42, 46-48, 52-54, 58-60, 67-69, 73-75, 85-87, 97-99, 103-108, 115-116),
- Renata Wojnarowska (odc. 13-18, 22-27, 31-33, 37-39, 43-45, 49-51, 55-57, 61-66, 70-72, 76-81, 88-96, 100-102, 109-114),
- Jerzy Wierciński (odc. 19-21, 28-30, 34-36, 82-84)

Kierownik produkcji: Dorota Nyczek

Nadzór merytoryczny: Katarzyna Dryńska

Udział wzięli:
- Marta Dylewska – Daisy O’Brian
- Aleksandra Radwan – Lucia Barragan
- Lidia Sadowa – Ana McLaren
- Tomasz Borkowski – Ulises O’Brian
- Jakub Świderski – Max De La Torre
- Otar Saralidze – Mirco Vladimoff
- Bartek Zawiska – Vincente O’Brian

W pozostałych rolach:
- Agata Gawrońska-Bauman – María McLaren
- Marek Molak – Alejandro Corchuelo
- Katarzyna Łaska – Lynette De La Torre
- Waldemar Barwiński –
  - lekarz (odc. 1),
  - Serge (odc. 55-56)
- Agnieszka Kunikowska – Catalina Vladimoff
- Julia Siechowicz – Julieta Vladimoff
- Jacek Król – Álvaro De La Torre
- Marta Dobecka – Marilyn Garcés
- Zuzanna Bernat – Belinda De La Torre (odc. 1-101)
- Agata Skórska – Belinda De La Torre (odc. 102-120)
- Joanna Pach-Żbikowska – doktor Nuts (odc. 3)
- Mieczysław Morański – dyrektor szkoły
- Ewa Prus – Zaira Fangoria
- Barbara Zielińska – Noelia
- Karol Jankiewicz – Perykles
- Przemysław Wyszyński – Benjamín (odc. 1-54, 59-120)
- Grzegorz Drojewski – Benjamín (odc. 55-58)
- Magdalena Krylik – Elizabeth Pavlova
- Dominika Sell – Isadora Rasmussen
- Andrzej Gawroński – mistrz Seymour
- Janusz Wituch – Octavio
- Stefan Knothe – Helmut Housen
- Ewa Kania – żona Helmuta Housena
- Natalia Jankiewicz – Georgina – córka Helmuta Housena
- Cezary Nowak – ojciec Lynette
- Mikołaj Klimek –
  - Raimundo,
  - Benito (odc. 67),
  - Sani (odc. 114-115)
- Wojciech Machnicki – tata Karoliny
- Jakub Wieczorek – Dracula
- Józef Pawłowski –
  - Drago,
  - Georgio Wampiriani,
  - Igor,
  - Tarzanek
- Robert Kuraś – Walescu (odc. 1-108, 113-120)
- Aleksandra Domańska – Brigitte
- Agata Paszkowska – Lola
- Marek Robaczewski – Federico
- Monika Węgiel – Marta
- Wojciech Słupiński – Rodolfo
- Karol Osentowski –
  - Miguel,
  - Bautista Balvanera (odc. 70)
- Sara Lewandowska –
  - Angelita,
  - Esmeralda (odc. 94-96)
- Elżbieta Jędrzejewska – Francisca Gomez
- Bartosz Martyna – Pierre
- Piotr Bajtlik – Bounty
- Magdalena Wasylik – Wendy
- Mateusz Narloch – Vasilij
- Krzysztof Szczepaniak – Carlitos
- Zofia Zborowska – Mimi
- Monika Pikuła – Kleopatra
- Paweł Krucz – Krzysztof Kolumb
- Wojciech Paszkowski – nauczyciel historii
- Michał Podsiadło – Axel Ostrzałka (odc. 62)
- Agnieszka Fajlhauer – Lukrecja (odc. 62)
- Modest Ruciński –
  - Renato Wspaniały (odc. 62),
  - Poli (odc. 68),
  - Bruno / Wampi-man (odc. 82-84, 93, 96-98, 104, 108-109, 114, 116-117,120)
- Tomasz Grochoczyński – lekarz (odc. 63, 76)
- Miłogost Reczek – ojciec Marilyn
- Katarzyna Kozak – mama Marilyn
- Stefan Pawłowski – Tom (odc. 66-73, 103, 108)
- Krzysztof Plewako-Szczerbiński –
  - staruszek (odc. 68),
  - Fabian (odc. 87-88)
- Paulina Komenda – Marilyn Monroe (odc. 68, 72)
- Kamil Pruban –
  - David (odc. 69),
  - Walescu (odc. 109-112)
- Sławomir Pacek – inżynier Balvanera (odc. 70-71)
- Anna Apostolakis – mama Lucii
- Beata Jankowska-Tzimas – mama Alejandra (odc. 75-76, 79-80, 85-87, 94-96, 113, 120)
- Jakub Szydłowski – Rocka, brat Noelii (odc. 78)
- Bernard Lewandowski – Alex (odc. 94)
- Julia Kołakowska-Bytner – Nora (odc. 96)
- Maksymilian Michasiów –
  - SuperWamp / Clark Dent (odc. 98, 100, 105-108, 114, 120),
  - WampiPłomień (odc. 116)
- Maksymilian Bogumił –
  - SpiderWamp (odc. 98),
  - WampiMag (odc. 120)
- Joanna Węgrzynowska-Cybińska – WampiWoman (odc. 98-99, 114)
- Anna Gajewska – Dolly (odc. 110-111)
- Marta Kurzak – Benita (odc. 112-113, 116)
- Michał Malinowski
- Cezary Kwieciński
- Klementyna Umer
- Olga Omeljaniec
- Grzegorz Kwiecień
- Karol Wróblewski
- Mateusz Ceran
- Michał Mostowiec
- Piotr Warszawski
- Zuzanna Galia
- Stanisław Brudny
- Elżbieta Gaertner
- Miriam Aleksandrowicz
- Paweł Ciołkosz
- Łukasz Węgrzynowski
- Małgorzata Szymańska
- Wojciech Chorąży
- Joanna Borer
- Robert Tondera
- Sebastian Machalski
- Barbara Kałużna
- Beata Łuczak
- Katarzyna Skolimowska
- Katarzyna Tatarak
- Monika Wierzbicka
- Artur Janusiak
- Angelika Kurowska
- Maciej Kowalik
- Magdalena Bocianowska

i inni
Piosenkę śpiewała: Magdalena Wasylik (odc. 57)
Lektor: Marek Ciunel

## Spis odcinków
| Seria | Odcinki | Liczba odcinków | Premiera serii | Finał serii      | Premiera serii   | Finał serii     |
| 1     | 120     | –               | 14 maja 2013   | 5 listopada 2013 | –                | –               |
| 1     | 1-54    | 54              | –              | –                | 20 kwietnia 2015 | 26 czerwca 2015 |
| 2     | 55-83   | 39              | –              | –                | 28 marca 2016    | 3 czerwca 2016  |
| 3     | 84-120  | 37              | –              | –                | 19 września 2016 | 10 lutego 2017  |